# West of England Challenger 1994
Il West of England Challenger 1994 è stato un torneo di tennis facente parte della categoria ATP Challenger Series nell'ambito dell'ATP Challenger Series 1994. Il torneo si è giocato a Bristol in Gran Bretagna dal 4 al 10 luglio 1994 su campi in erba.

## Vincitori

### Singolare
Ross Matheson ha battuto in finale  Arne Thoms con il punteggio di 6–3, 6–4

### Doppio
Pietro Pennisi /  Alex Rădulescu hanno battuto in finale  Massimo Bertolini /  Dick Norman con il punteggio di 6–4, 7–5